# God's Money
 (mars 2025).
Si vous disposez d'ouvrages ou d'articles de référence ou si vous connaissez des sites web de qualité traitant du thème abordé ici, merci de compléter l'article en donnant les références utiles à sa vérifiabilité et en les liant à la section « Notes et références ».
God's Money est un album du groupe Gang Gang Dance, publié en 2005 sur le label The Social Registry. Le groupe y affirme un style moins chaotique et un peu plus construit que sur ses précédents albums, tout en gardant des sonorités expérimentales. Comme sur les deux premiers albums, toutes les pistes du disque sont enchainées. Le disque dure un peu moins de 40 minutes.

## Liste des morceaux
1. God's Money I (Percussion)
2. 2A. Glory in Itself 2B. Egyptian
3. Egowar
4. Untitled (Piano)
5. God's Money V
6. Before My Voice Fails
7. God's Money VII
8. Nomad For Love (Cannibal)
9. God's Money IX